# Itoiz (Navarra)
Itoiz (Itoitz en euskera y cooficialmente) es una entidad de población española del municipio de Lónguida, perteneciente a la Comunidad Foral de Navarra.

## Historia
Hacia mediados del siglo XIX, el lugar, ya por entonces perteneciente a Lónguida, tenía contabilizada una población de 38 habitantes. Aparece descrito en el noveno volumen del Diccionario geográfico-estadístico-histórico de España y sus posesiones de Ultramar de Pascual Madoz con las siguientes palabras:

ITOIZ: l. del ayunt. del valle de Longuida, en la prov. y c. g. de Navarra, part. jud. de Aoiz (3/4 de leg.), aud. terr. y dióc. de Pamplona (5). sit. en un llano, rodeado de montañas que forman un valle sano y agradable; clima templado, le combaten los vientos N. y S. y se padecen algunas inflamaciones. Tiene 5 casas, igl. (San Martin), que es curato de entrada, servida por un abad, de provision de los vec.; cementerio junto á la igl., y para los usos domésticos se provee el vecindario de las aguas de un arroyo que corre tocando al l.; los niños acuden á la escuela de Orbaiz. Confina el térm. N. Orbaiz; E. Gorriz; S. Aoiz, y O. Aloz. El terreno es cascajoso y secano; por el N. se halla un monte poblado de encinas y carrascos, y al O. una pequeña sierra cubierta de bojes y algunos pinos; tambien se encuentran algunas canteras de piedra caliza, abundante y muy blanca, y buenas yerbas para pasto de ganado lanar: desaguan en el r. Irati, por la parte S. del l., el de igual clase Archuza, y un arroyo que nace en la fuente de Aloz. caminos: los que dirigen á Nagore y Aoiz, en mal estado. El correo se recibe de la cap. de part. prod.: trigo, avena, yeros, legumbres y vino: cria de ganado lanar y cabrío; caza de perdices y liebres; pesca de truchas, barbos y madrillas. comercio: importacion de aceite y ropas, y esportacion de vino á la montaña. pobl.: 6 vec., 38 alm. contr.: con el valle. (V.)
(Madoz, 1847, p. 467)

El lugar quedó parcialmente sumergido en el embalse de Itoiz. En 2022, tenía empadronados 5 habitantes.